# Pedro Jesús de la Peña
Pedro Jesús de la Peña de la Peña (Reinosa, Cantabria, 1944-Valencia,  9 de julio de 2023), que firmó habitualmente como Pedro J. de la Peña, fue un escritor y profesor de literatura universitario español. 

## Biografía
Nacido en la localidad santanderina de Reinosa en 1944, con ocho años se trasladó con su familia a vivir en Valencia, donde se estableció definitivamente y realizó sus estudios de bachillerato y universitarios. Fue doctor en Filología y licenciado en Ciencias de la Información. Profesor de literatura en la Universidad de Valencia desde los años setenta, desde 1982 hasta su jubilación, fue profesor titular del Departamento de Filología Española de su Facultad de Filología, donde impartió asignaturas relativas a la literatura española de los siglos XVIII y XIX. Fue también profesor y coordinador del área de literatura en el CEU-San Pablo de Valencia, en Moncada, centro adscrito a la Universidad Politécnica de Valencia.
Es autor de una extensa obra, tanto poética como narrativa, compuesta por un buen número de libros de poemas y novelas, así como de ensayos y trabajos académicos sobre literatura de su especialidad. Recibió distintos premios por su labor literaria. Como historiador de la literatura, trabajó particularmente la poesía de los siglos XIX y XX y la obra de diversos escritores valencianos en lengua castellana: Vicente Blasco Ibáñez, Miguel Hernández, Azorín, Juan Gil-Albert, entre otros. También dedicó estudios a la vida y la obra de Gustavo Adolfo Bécquer (incluso una biografía novelada: Ayer, las golondrinas) y del poeta José Hierro, sobre quien realizó su tesis doctoral.
Obtuvo el Premio Valencia de Poesía de la Institución Alfons el Magnànim. Pertenece, por su entorno cronológico, al grupo poético de los Novísimos.
Contrajo matrimonio el 24 de abril de 2010 en Valencia con Carmen Pérez-Olagüe Iváñez de Lara.
Falleció el 9 de julio de 2023 a los 79 años de edad.

### Poesía
- 1971, Círculo del amor (y sus efímeros), Premio Ausiàs March de poesía, Ayuntamiento de Gandía.
- 1980, Teatro del sueño, Rialp.
- 1981, Ojo de pez, Prometeo.
- 1989, Poesía hípica, Málaga, Canente. [Reediciones: Málaga, Corona del Sur, 2000; Beirut, Instituto Cervantes, 2000 (en español y árabe); Santander, Tantín, 2015]
- 1992, El soplo de los dioses, Aguaclara.
- 1994, De(s)apariciones, Ediciones Libertarias.
- 1998, Corpus ecológico, Fundación Kutxa de San Sebastián.
- 2000, Los dioses derrotados, Visor.
- 2001, El viaje, Valencia, Institució Alfons el Magnànim. [Traducciones al valenciano, portugués, italiano y francés]
- 2002, Los iconos perfectos, Hiperión.
- 2002, Antología poética del fuego, Madrid, Huerga & Fierro.
- 2003, Femenino plural. Veinte poemas de des-amor y una canción esperanzada, Málaga, Corona del Sur.
- 2009, La zarza de Moisés, Antología 1970-2008, Madrid, Huerga & Fierro.
- 2020, Poética del frío. Antología poética 1970-2018, Valencia, Olé Libros.

### Novela
- 1974, Lobo Leal, Valencia, Prometeo
- 1977, Dublin Mosaikon, Valencia, Prometeo.
- 1979, El vacío vacío, Valencia, Prometeo.
- 1989, Los años del fuego, Barcelona, Plaza y Janés.
- 1992, Las dichosas selvas, Juventud.
- 1996, La rosa de los vientos, Juventud.
- 1997, Ayer, las golondrinas, Aguaclara.
- 2004, Los primeros de Filipinas, Sevilla, Algaida Editores.
- 2011, El reino de la Osa, Santander, Tantín Ediciones
- 2018, Pasión y muerte de los Romanov, Madrid, Adarve.

### Ensayo y estudios académicos
- 1978, Individuo y colectividad (El caso de José Hierro), Universidad de Valencia.
- 1982, Juan Gil-Albert, Júcar.
- 1994, Las estéticas del siglo XIX, Aguaclara.
- 2001, El maestro Rodrigo: un siglo de cultura, Valencia, Ayuntamiento de Valencia.
- 2006, Juan Gil-Albert. La frente clara brotando sobre un cuerpo sensitivo, Valencia, Institució Alfons el Magnànim.
- 2006, Un escritor, un pueblo: escritores valencianos en sus raíces terrenales, Valencia, Consellería de Cultura.
- 2006, Suspiro del viento. El origen de la ortodoxia, Valencia, Fundació Jaume II el Just.
- 2008, Mito y realidad de Gustavo Adolfo Bécquer. Las Rimas, Valencia, Tirant lo Blanc.
- 2009, José Hierro. Vida, obra y actitudes políticas, San Sebastián de los Reyes, Ayuntamiento, Publicaciones.
- 2012, Otro 98 es necesario, Madrid, Huerga & Fierro.
- 2014, La maldita democracia, Santander, Tantín Ediciones.